# 機動戦士ぶよガンダム
『機動戦士ぶよガンダム』（きどうせんし ぶよガンダム、MOBILE SUIT FAT-GUNDAM）は、唐沢なをきの『機動戦士ガンダム』を題材にしたギャグ・パロディ漫画。『ガンダムエース』（角川書店）2007年6月号から連載開始され、2010年3月号で完結した。

## 概要
当作品は『犬ガンダム』に続き、唐沢の作品によく見られる「あるテーマに従った極端なパロディ化」が行われている。今回のテーマはでぶ。タイトルに「ぶよ」とあるように、登場人物やモビルスーツ、さらには戦艦までもが太く重く、そして暑苦しく描かれている。ストーリーは『犬ガンダム』同様、原作に沿って進む。戦死者が出ないのも同じで、死んだはずの人物は敵側の船に救助されては、そこで欲望に任せたままの食生活にふけっている。ちなみに話数にはメタボリックを使う。
本作におけるテーマへの徹底ぶりは以下の通り。
- 随所に肥満体型のために、汗をたらしたり「はあー、はあー」と息苦しそうな描写が散見される。
- 人物の顔やモビルスーツ全体のカットがアップで描かれている際に「ぶよぶよ」や「でぶぶ〜ん」などの擬音がある。
- 肥満体型ゆえ、個々の行動に手こずる。
- 食事の描写も妙にこだわっており、もちろん「むしゃむしゃ」や「がつがつ」といった擬音がある。

## 登場人物
上述のように全員が2頭身の肥満体で描かれている。第3話からは「暑くて服など着ていられない」という理由で、大多数の男性は常にトランクス1枚で過ごしているほか、一部の女性は水着を着用している。

### でぶ連邦軍
ぶよアムロ
主人公。食欲が異常に旺盛（寝食いをするほど）。重度の肥満で、3メートル走っただけで息切れしてしまう。初登場シーンではぶよフラウの差し入れのほか、様々な食べ物を食べまくっていた。頭が異様に大きく、頭髪が少なめ。ぶよガンダムのパイロット。
ぶよフラウ
ぶよアムロの友達。ぶよアムロと比べ頭が一回り小さく、身体も少し細めに描かれている。
ぶよブライト
白豚ベースの艦長。ぶよアムロがいない隙に、おいしい物を食べる。船内が暑くなった際（大気圏突入時）には、真っ先に服を脱いでいた。
ぶよミライ
白豚ベース操舵士。第3話ではぶよフラウ・ぶよセイラらと共にサービスカット（特殊な趣味の人対象）を披露した。
ぶよセイラ
白豚ベース通信士。リアルタイムで白豚ベース内部の食事模様を通信してくる。ぶよアムロは迷惑がっていた。
ぶよカイ
ぶよガンキャノンのパイロット。パンの耳が好物。
ぶよハヤト
ぶよガンタンクのパイロット。
ぶよマチルダ
ぶよミデア輸送機の機長。補給物資の食糧を1人で全て平らげ、一同を困らせた後も白豚ベースに居座る。非常に鼻が良く、おいしそうな食べ物を発見するのが得意。ぶよアムロが初めて知った、自分よりも食欲が旺盛な人。全登場人物の中で最も太っており、単行本1巻の表紙では他の人物2人分のスペースをとっている。
避難民
白豚ベースで避難生活を余儀なくされている人々。ぶよマチルダのせいで食糧が回ってこず、空腹に苦しんでいる。
ぶよスレッガー
宇宙名古屋出身の軍人で名古屋めしを好む。男性の中で唯一ブリーフ派。

### でぶジオン
ぶよシャア
ぶよアムロのライバルと言えるか疑わしいが、彼以上の肥満体型の通称「太赤い彗星のぶよシャア」。常にマスクを着用しているが、顔もたっぷり肉が付いているため、外すとマスクを着けていた痕が残る。専用カラーのぶよザクを所有。肉の脂身（例・豚肉や牛肉の背脂等）やマヨネーズなど、高カロリーでこってりとした物を好む。食欲も旺盛で、様々な料理を食べては食事に夢中になりすぎて名台詞を言わない。
ぶよデニム
ぶよシャアの部下。ぶよガンダムの突っ張りをくらい、撃墜される。
ぶよガデム
でぶジオンのピザ出前艦の艦長。艦を撃墜されぶよガンダムに挑むが、ビームサーベルで斬られ戦死した。愛機はぶよ旧ザク。
ぶよガルマ
でぶジオン大佐。ぶよシャアとは士官学校時代からの友人。ぶよガウの艦長で、ぶよドップのパイロット。本作の登場人物の中では唯一、自分が太っていることに対してコンプレックスを持っている。そのことをぶよシャアにネタとして利用されている。第7話にて撃墜されるが、砲弾として使用されたぶよマチルダ共々死亡せずに生き延びた。その後はぶよガウで放浪しながら、ひたすらダイエットに励んでいる（ただし全く成功していない）。
ぶよイセリナ
ぶよガルマの恋人で、相思相愛の仲。第8話にて撃墜されるが、ぶよガルマと再会を果たす。その後は2人でダイエット食品を食べ続けていたが、食欲に勝てずダイエットから脱落。
ぶよランバ・ラル
陽気な酔っぱらい中年男性。非常にオヤジ臭い。気前も良く、白豚ベース襲撃時にはおみやげの酒のサカナ持参で乗り込んできた。
ぶよララァ
宇宙インドから来た少女で、カレーライスが大好物。ぶよアムロに会ってNEWタイプ同士惹かれあっていく。ちなみにNEWタイプとは「Nandemo Eat Wao! oishii（何でも 食べるぞ ワオ！美味しい！）」のことで、ぶよシャアによれば「ひたすらおいしい物を食べ肥満していくよう進化していく人類」のことだという。

## 登場兵器
モビルスーツは鶏卵（楕円）型に近く、手足が小さい（特にぶよガンダムは丸くて小さな目やおちょぼ口が付いているほか、大変短い手足やV字形ブレードアンテナが付いた白いゆで卵かハンプティ・ダンプティのような姿をしている。また、後述するぶよドムのように原典のドムと全く異なり、手足が付いていない場合もある）。

### でぶ連邦軍（登場兵器）
ぶよガンダム
でぶジオンに対抗するために開発されたモビルスーツ。武器はガンダムと同じだが、パロディが入っている。ぶよザクの「5倍のゲイン」ならぬ、「5倍の皮下脂肪」を有しており、ぜい肉（？）のおかげでザクマシンガンが通用しない。だが、起きあがるのに一苦労し、背中のビームサーベルにも手が届かない（第2話である工夫をし、取り回しに苦労しなくなった）。一方で、ぶよシャアに「でぶ連邦のモビルスーツはなまけ者」の印象を与えてしまうのだった。相撲技を使える。でぶジオンでは「白くて太いモビルスーツ」と呼ばれている。
白豚ベース（ホワイトベース）
でぶ連邦の最新鋭艦。でぶジオンでの通称は「白豚（しろぶた）」。しかし重すぎるためか、地球に降下してからは飛べなくなった。豚型の蚊取り線香入れのような外見。
ぶよガンキャノン
白豚ベースに配備されているモビルスーツ。パイロットはぶよカイ。
ぶよガンタンク
白豚ベースに配備されているモビルスーツ。パイロットはぶよハヤト。
ぶよジム
でぶ連邦軍の量産型モビルスーツ。
G（ごろ寝）ファイター
ベッドのような意匠を持ったぶよガンダムの支援用重戦闘機。機体上部にぶよガンダムを寝たまま搭載（というより積載）し、戦場に直行させることが可能。パイロットはぶよセイラ。
ぶよミデア
でぶ連邦軍の輸送機。

### でぶジオン（登場兵器）
ぶよザク
でぶジオンの主力モビルスーツ。武器はマシンガンとヒートホーク。脂肪の固まり故か、燃えやすい。
ぶよシャア専用機ぶよシャア専用のザク。機体色は赤。「3倍の速さ」に関する描写は一切ない。暑苦しく陰湿な攻撃を仕掛ける。
ぶよ旧ザクぶよガデムの機体。非常に簡素なデザインをしている。
ぶよムサイ
でぶジオンの戦艦。他の兵器（敵味方問わず）に比べ、比較的丸みを帯びた程度で済まされている。
ぶよガウ
でぶジオンの空母。
ぶよドップ
でぶジオンの戦闘機。パイロットの体重オーバーが原因で燃料切れを起こしやすく、簡単に墜落する。
ぶよグフ
ぶよランバ・ラルの搭乗機。酔っぱらいオヤジ同然の登場を果たした。弁当を紐で結びつけ（元ネタはヒートロッド）、ぶよガンダムに投げつけた。
ぶよドム
太い三連星（ぶよガイア・ぶよオルテガ・ぶよマッシュ）の搭乗機。3機共に機体は常に横に倒れたままであり、「ファット・ストリーム・アタック」で三位一体に転がりながら体臭を放ち攻撃する。
ぶよズゴック
でぶジオンの水陸両用モビルスーツ。
ぶよビグ・ザム
ぶよドズル・ザビの搭乗機。
ぶよエルメス
ぶよララァの搭乗機。
ぶよジオング
劇中ではぶよシャアが最後に搭乗した機体。